# Élections législatives de 2022 dans la Mayenne
Les élections législatives françaises de 2022 se déroulent les 12 et 19 juin 2022. Dans la Mayenne, trois députés sont à élire dans le cadre de trois circonscriptions.

## Résultats de l'élection présidentielle de 2022 par circonscription
| Circonscription | 1er tour | 1er tour | 1er tour  |         | 2d tour | 2d tour |
| Circonscription | Macron   | Le Pen   | Mélenchon | Macron  | Le Pen  |         |
| --------------- | -------- | -------- | --------- | ------- | ------- | ------- |
| Circonscription |          |          |           |         |         |         |
| 1re             | 35,43 %  | 20,99 %  | 17,64 %   | 65,52 % | 34,48 % |         |
| 2e              | 38,05 %  | 21,28 %  | 14,91 %   | 65,63 % | 34,37 % |         |
| 3e              | 35,57 %  | 25,04 %  | 13,48 %   | 61,32 % | 38,68 % |         |

## Système électoral
Les élections législatives ont lieu au scrutin uninominal majoritaire à deux tours dans des circonscriptions uninominales.
Est élu au premier tour le candidat qui réunit la majorité absolue des suffrages exprimés et un nombre de voix au moins égal au quart (25 %) des électeurs inscrits dans la circonscription. Si aucun des candidats ne satisfait ces conditions, un second tour est organisé entre les candidats ayant réuni un nombre de voix au moins égal à un huitième des inscrits (12,5 %) ; les deux candidats arrivés en tête du premier tour se maintiennent néanmoins par défaut si un seul ou aucun d'entre eux n'a atteint ce seuil. Au second tour, le candidat arrivé en tête est déclaré élu.
Le seuil de qualification basé sur un pourcentage du total des inscrits et non des suffrages exprimés rend plus difficile l'accès au second tour lorsque l'abstention est élevée. Le système permet en revanche l'accès au second tour de plus de deux candidats si plusieurs d'entre eux franchissent le seuil de 12,5 % des inscrits. Les candidats en lice au second tour peuvent ainsi être trois, un cas de figure appelé « triangulaire ». Les second tours où s'affrontent quatre candidats, appelés « quadrangulaire » sont également possibles, mais beaucoup plus rares.

### Partis et nuances
Les résultats des élections sont publiées en France par le ministère de l'Intérieur, qui classe les partis en leur attribuant des nuances politiques. Ces dernières sont décidées par les préfets, qui les attribuent indifféremment de l'étiquette politique déclarée par les candidats, qui peut être celle d'un parti ou une candidature sans étiquette.
En 2022, seuls les coalitions Ensemble (ENS) et Nouvelle Union populaire écologique et sociale (NUP), ainsi que le Parti radical de gauche (RDG), l'Union des démocrates et indépendants (UDI), Les Républicains (LR), le Rassemblement national (RN) et Reconquête (REC) se voient attribués en 2022 des nuances propres,,.
Tous les autres partis se voient attribués l'une ou l'autre des nuances suivantes : DXG (divers extrême gauche), DVG (divers gauche), ECO (écologiste), REG (régionaliste), DVC (divers centre), DVD (divers droite), DSV (droite souverainiste) et DXD (divers extrême droite). Des partis comme Debout la France ou Lutte ouvrière ne disposent ainsi pas de nuances propres, et leurs résultats nationaux ne sont pas publiés séparément par le ministère, car mélangés avec d'autres partis (respectivement dans les nuances DSV et DXG),.

## Résultats

### Élus
| Circonscription | Député sortant         | Parti | Parti    | Député élu ou réélu    | Parti | Parti    |
| --------------- | ---------------------- | ----- | -------- | ---------------------- | ----- | -------- |
| 1re             | Guillaume Garot        |       | PS       | Guillaume Garot        |       | PS       |
| 2e              | Géraldine Bannier      |       | MoDem    | Géraldine Bannier      |       | MoDem    |
| 3e              | Yannick Favennec Becot |       | Horizons | Yannick Favennec Becot |       | Horizons |

### Résultats à l'échelle du département

#### Résultats par coalition
| Parti et coalition                                           | Parti et coalition                                           | Parti et coalition          | Premier tour | Premier tour | Premier tour | Second tour   | Second tour   | Second tour | Total Sièges  | +/-           |  |
| Parti et coalition                                           | Parti et coalition                                           | Parti et coalition          | Voix         | %            | Sièges       | Voix          | %             | Sièges      | Total Sièges  | +/-           |  |
| ------------------------------------------------------------ | ------------------------------------------------------------ | --------------------------- | ------------ | ------------ | ------------ | ------------- | ------------- | ----------- | ------------- | ------------- |  |
|                                                              |                                                              | Horizons (H)                | 19 187       | 18,07        | 1            |               |               |             | 1             | Nv            |  |
|                                                              | Mouvement démocrate (MoDem)                                  | 10 019                      | 9,43         | 0            | 19 812       | 30,15         | 1             | 1           | en stagnation |               |  |
|                                                              | La République en marche (LREM)                               | 8 415                       | 7,92         | 0            | 11 739       | 17,86         | 0             | 0           | en stagnation |               |  |
| Total Ensemble (ENS)                                         | Total Ensemble (ENS)                                         | 37 621                      | 35,42        | 1            | 31 551       | 48,01         | 1             | 2           | 1             |               |  |
|                                                              |                                                              | Parti socialiste (PS)       | 17 684       | 16,65        | 0            | 20 178        | 30,71         | 1           | 1             | en stagnation |  |
|                                                              | Europe Écologie Les Verts (EELV)                             | 8 834                       | 8,32         | 0            | 13 983       | 21,28         | 0             | 0           | en stagnation |               |  |
|                                                              | La France insoumise (LFI)                                    | 6 491                       | 6,11         | 0            |              |               |               | 0           | en stagnation |               |  |
| Total Nouvelle Union populaire écologique et sociale (NUPES) | Total Nouvelle Union populaire écologique et sociale (NUPES) | 33 009                      | 31,08        | 0            | 34 161       | 51,99         | 1             | 1           | en stagnation |               |  |
|                                                              | Rassemblement national (RN)                                  | Rassemblement national (RN) | 16 045       | 15,11        | 0            |               |               |             | 0             | en stagnation |  |
|                                                              | Dissidents Ensemble                                          | Dissidents Ensemble         | 7 053        | 6,64         | 0            | 0             | Nv            |             |               |               |  |
|                                                              |                                                              | Les Républicains (LR)       | 5 121        | 4,82         | 0            | 0             | en stagnation |             |               |               |  |
| Total Union de la droite et du centre (UDC)                  | Total Union de la droite et du centre (UDC)                  | 5 121                       | 4,82         | 0            | 0            | 1             |               |             |               |               |  |
|                                                              | Reconquête (REC)                                             | Reconquête (REC)            | 3 907        | 3,68         | 0            | 0             | Nv            |             |               |               |  |
|                                                              |                                                              | Debout la France (DLF)      | 1 088        | 1,02         | 0            | 0             | en stagnation |             |               |               |  |
|                                                              | Les Patriotes (LP)                                           | 491                         | 0,46         | 0            | 0            | Nv            |               |             |               |               |  |
| Total Union pour la France (UPF)                             | Total Union pour la France (UPF)                             | 1 579                       | 1,49         | 0            | 0            | en stagnation |               |             |               |               |  |
|                                                              | Lutte ouvrière (LO)                                          | Lutte ouvrière (LO)         | 1 434        | 1,35         | 0            | 0             | en stagnation |             |               |               |  |
|                                                              | Parti animaliste (PA)                                        | Parti animaliste (PA)       | 433          | 0,41         | 0            | 0             | Nv            |             |               |               |  |
|                                                              |                                                              | Appel au peuple (AUP)       | 0            | 0,00         | 0            | 0             | Nv            |             |               |               |  |
| Total La Raison du Peuple (LRDP)                             | Total La Raison du Peuple (LRDP)                             | 0                           | 0,00         | 0            | 0            | Nv            |               |             |               |               |  |
|                                                              |                                                              |                             |              |              |              |               |               |             |               |               |  |
| Suffrages exprimés                                           | Suffrages exprimés                                           | Suffrages exprimés          | 106 202      | 97,15        |              | 65 712        | 93,23         |             |               |               |  |
| Votes blancs                                                 | Votes blancs                                                 | Votes blancs                | 2 157        | 1,97         | 3 224        | 4,57          |               |             |               |               |  |
| Votes nuls                                                   | Votes nuls                                                   | Votes nuls                  | 961          | 0,88         | 1 551        | 2,20          |               |             |               |               |  |
| Total                                                        | Total                                                        | Total                       | 109 320      | 100          | 1            | 70 487        | 100           | 2           | 3             | en stagnation |  |
| Abstentions                                                  | Abstentions                                                  | Abstentions                 | 115 896      | 51,46        |              | 82 293        | 53,86         |             |               |               |  |
| Inscrits/Participation                                       | Inscrits/Participation                                       | Inscrits/Participation      | 225 216      | 48,54        | 152 780      | 46,14         |               |             |               |               |  |

#### Résultats par nuance
| Nuance                 | Nuance                                         | Nuance                 | Premier tour | Premier tour | Premier tour | Second tour | Second tour   | Second tour | Total Sièges | +/-           |  |
| Nuance                 | Nuance                                         | Nuance                 | Voix         | %            | Sièges       | Voix        | %             | Sièges      | Total Sièges | +/-           |  |
| ---------------------- | ---------------------------------------------- | ---------------------- | ------------ | ------------ | ------------ | ----------- | ------------- | ----------- | ------------ | ------------- |  |
|                        | Ensemble !                                     | ENS                    | 37 621       | 35,42        | 1            | 31 551      | 48,01         | 1           | 2            | 1             |  |
|                        | Nouvelle Union populaire écologique et sociale | NUP                    | 33 009       | 31,08        | 0            | 34 161      | 51,99         | 1           | 1            | en stagnation |  |
|                        | Rassemblement national                         | RN                     | 16 045       | 15,11        | 0            |             |               |             | 0            | en stagnation |  |
|                        | Divers centre                                  | DVC                    | 7 053        | 6,64         | 0            | 0           | Nv            |             |              |               |  |
|                        | Les Républicains (LR)                          | LR                     | 5 121        | 4,82         | 0            | 0           | en stagnation |             |              |               |  |
|                        | Reconquête                                     | REC                    | 3 907        | 3,68         | 0            | 0           | Nv            |             |              |               |  |
|                        | Droite souverainiste                           | DSV                    | 1 579        | 1,49         | 0            | 0           | en stagnation |             |              |               |  |
|                        | Extrême gauche                                 | DXG                    | 1 434        | 1,35         | 0            | 0           | en stagnation |             |              |               |  |
|                        | Ecologistes                                    | ECO                    | 433          | 0,41         | 0            | 0           | en stagnation |             |              |               |  |
|                        |                                                |                        |              |              |              |             |               |             |              |               |  |
| Suffrages exprimés     | Suffrages exprimés                             | Suffrages exprimés     | 106 202      | 97,15        |              | 65 712      | 93,23         |             |              |               |  |
| Votes blancs           | Votes blancs                                   | Votes blancs           | 2 157        | 1,97         | 3 224        | 4,57        |               |             |              |               |  |
| Votes nuls             | Votes nuls                                     | Votes nuls             | 961          | 0,88         | 1 551        | 2,20        |               |             |              |               |  |
| Total                  | Total                                          | Total                  | 109 320      | 100          | 1            | 70 487      | 100           | 2           | 3            | en stagnation |  |
| Abstentions            | Abstentions                                    | Abstentions            | 115 896      | 51,46        |              | 82 293      | 53,86         |             |              |               |  |
| Inscrits/Participation | Inscrits/Participation                         | Inscrits/Participation | 225 216      | 48,54        | 152 780      | 46,14       |               |             |              |               |  |

### Cartes

Nuance politique des candidats arrivés en tête dans chaque commune au 1er tour.
Nuance politique des candidats arrivés en tête dans chaque commune au 2e tour.

### Résultats par circonscription

#### Première circonscription
Député sortant : Guillaume Garot (Parti socialiste).
| Candidat                 | Candidat                 | Parti et coalition       | Nuance                   | Premier tour | Premier tour | Second tour | Second tour |
| Candidat                 | Candidat                 | Parti et coalition       | Nuance                   | Voix         | %            | Voix        | %           |
| ------------------------ | ------------------------ | ------------------------ | ------------------------ | ------------ | ------------ | ----------- | ----------- |
|                          | Guillaume Garot,         | PS (NUPES)               | NUP                      | 17 684       | 49,62        | 20 178      | 63,22       |
|                          | Béatrice Mottier         | LREM (ENS)               | ENS                      | 8 415        | 23,61        | 11 739      | 36,78       |
|                          | Sandra Rocton            | RN                       | RN                       | 4 744        | 13,31        |             |             |
|                          | Alexandre Maillard       | LR (UDC)                 | LR                       | 2 317        | 6,50         |             |             |
|                          | Hugues Schlienger        | REC                      | REC                      | 1 430        | 4,01         |             |             |
|                          | Fabrice Romier           | LO                       | DXG                      | 560          | 1,57         |             |             |
|                          | Cédric Sicot             | LP (UPF)                 | DSV                      | 491          | 1,38         |             |             |
|                          | Siegfried Rives          | AUP (LRDP)               | DSV                      | 0            | 0,00         |             |             |
|                          |                          |                          |                          |              |              |             |             |
| Votes valides            | Votes valides            | Votes valides            | Votes valides            | 35 641       | 97,70        | 31 917      | 93,91       |
| Votes blancs             | Votes blancs             | Votes blancs             | Votes blancs             | 583          | 1,60         | 1 359       | 4,00        |
| Votes nuls               | Votes nuls               | Votes nuls               | Votes nuls               | 257          | 0,70         | 710         | 2,09        |
| Total                    | Total                    | Total                    | Total                    | 36 481       | 100          | 33 986      | 100         |
| Abstention               | Abstention               | Abstention               | Abstention               | 37 242       | 50,52        | 39 704      | 53,88       |
| Inscrits / participation | Inscrits / participation | Inscrits / participation | Inscrits / participation | 73 723       | 49,48        | 73 690      | 46,12       |

#### Deuxième circonscription
Député sortant : Géraldine Bannier (Mouvement démocrate).
| Candidat                 | Candidat                 | Parti et coalition       | Nuance                   | Premier tour | Premier tour | Second tour | Second tour |
| Candidat                 | Candidat                 | Parti et coalition       | Nuance                   | Voix         | %            | Voix        | %           |
| ------------------------ | ------------------------ | ------------------------ | ------------------------ | ------------ | ------------ | ----------- | ----------- |
|                          | Géraldine Bannier        | MoDem (ENS)              | ENS                      | 10 019       | 27,10        | 19 812      | 58,62       |
|                          | Grégory Boisseau         | EÉLV (NUPES)             | NUP                      | 8 834        | 23,89        | 13 983      | 41,38       |
|                          | Christophe Langouët      | LREM diss.               | DVC                      | 7 053        | 19,08        |             |             |
|                          | Jean-Michel Cadenas      | RN                       | RN                       | 5 966        | 16,14        |             |             |
|                          | Sophie Dirson            | LR (UDC)                 | LR                       | 2 804        | 7,58         |             |             |
|                          | Pierre d'Herbais         | REC                      | REC                      | 1 317        | 3,56         |             |             |
|                          | Jean Bayle de Jessé      | DLF (UPF)                | DSV                      | 553          | 1,50         |             |             |
|                          | Jean-Luc Placé           | LO                       | DXG                      | 429          | 1,16         |             |             |
|                          |                          |                          |                          |              |              |             |             |
| Votes valides            | Votes valides            | Votes valides            | Votes valides            | 36 975       | 96,93        | 33 795      | 92,59       |
| Votes blancs             | Votes blancs             | Votes blancs             | Votes blancs             | 816          | 2,14         | 1 865       | 5,11        |
| Votes nuls               | Votes nuls               | Votes nuls               | Votes nuls               | 355          | 0,93         | 841         | 2,30        |
| Total                    | Total                    | Total                    | Total                    | 38 146       | 100          | 36 501      | 100         |
| Abstention               | Abstention               | Abstention               | Abstention               | 40 920       | 51,75        | 42 589      | 53,85       |
| Inscrits / participation | Inscrits / participation | Inscrits / participation | Inscrits / participation | 79 066       | 48,25        | 79 090      | 46,15       |

#### Troisième circonscription
Député sortant : Yannick Favennec-Bécot (Horizons).
|                          | Yannick Favennec-Bécot,  | H (ENS)                  | ENS                      | 19 187 | 57,13 |  |  |
|                          | Marion Détais,           | LFI (NUPES)              | NUP                      | 6 491  | 19,33 |  |  |
|                          | Annie Bell               | RN                       | RN                       | 5 335  | 15,88 |  |  |
|                          | Amélie de Grandmaison    | REC                      | REC                      | 1 160  | 3,45  |  |  |
|                          | Claudine Chartier        | DLF (UPF)                | DSV                      | 535    | 1,60  |  |  |
|                          | Martine Amelin           | LO                       | DXG                      | 445    | 1,32  |  |  |
|                          | Sonia Garnier            | PA                       | ECO                      | 433    | 1,29  |  |  |
|                          |                          |                          |                          |        |       |  |  |
| Votes valides            | Votes valides            | Votes valides            | Votes valides            | 33 586 | 96,81 |  |  |
| Votes blancs             | Votes blancs             | Votes blancs             | Votes blancs             | 758    | 2,18  |  |  |
| Votes nuls               | Votes nuls               | Votes nuls               | Votes nuls               | 349    | 1,01  |  |  |
| Total                    | Total                    | Total                    | Total                    | 34 693 | 100   |  |  |
| Abstention               | Abstention               | Abstention               | Abstention               | 37 734 | 52,10 |  |  |
| Inscrits / participation | Inscrits / participation | Inscrits / participation | Inscrits / participation | 72 427 | 47,90 |  |  |